# Apha gonioptera
Apha gonioptera är en fjärilsart som beskrevs av Reginald James West 1932.
Apha gonioptera ingår i släktet Apha och familjen Eupterotidae. Inga underarter finns listade i Catalogue of Life.